# Abbadia Lariana
Abbadia Lariana (lombardul: La Badia) település Olaszországban, Lombardia régióban, Lecco megyében. Lakosainak száma 3203 fő (2023. január 1.). Abbadia Lariana Lecco, Mandello del Lario, Oliveto Lario, Ballabio és Valbrona községekkel határos.

## Népesség
A település népességének változása:
| Lakosok száma | 3209 | 3216 | 3203 |
|               | 2017 | 2018 | 2023 |